# Johann Gottfried Walther
Johann Gottfried Walther, född 18 september 1684 i Erfurt, död 23 mars 1748 i Weimar, var en tysk organist och kompositör. 

## Biografi
Johann Gottfried Walther föddes 1684 i Erfurt. Han var elev till Johann Bernhard Bach den äldre och Joh. Andr. Kretschmar. Walther blev 1707 stadsorganist i Weimar och 1720 hovmusikus. Han skrev en klaverkonsert, fugor och en mängd koralbearbetningar, och Johann Mattheson yttrade om honom, att "han är den andre Pachelbel, om ej i konst den förste". Sin främsta berömmelse vann han dock genom utgivningen av Musikalisches Lexikon (1732), den första fullständigare musikaliska encyklopedin. Walthers orgelverk är utgivna av Max Seiffert som band 26–27 av "Denkmäler deutscher Tonkunst". Han avled 1748 i Weimar.